# Джони Мичъл
 Тази статия е за канадската музикантка.  За британския учен вижте Джон Мичъл.  
Джони Мичъл (Joni Mitchell) е канадска музикантка, певица, авторка на песни и художничка.

## Биография
Отначало пее в малки нощни клубове в Саскачеван и Западна Канада, а след това си изкарва прехраната като улична музикантка в Торонто.
През 1965 г. се преселва в САЩ, където изнася представления редовно. Постепенно получава признанието на гилдията, след като нейни песни („Urge For Going“, „Chelsea Morning“, „Both Sides, Now“ и „The Circle Game“) са кавърирани от именити фолк певци. Подписва договор с Репрайс Рекърдс и записва дебютния си албум през 1968 г. Установява се в Южна Калифорния и с песни като „Big Yellow Taxi“ и „Woodstock“ помага за обособяването на нова епоха, както и идващото с нея поколението. Подчертано личният ѝ албум Blue е определян сред най-добрите албуми. С музикално неспокоен дух сменя звукозаписни компании и се ориентира към джазовите ритми с помощта на многоликия поп материал на Court And Spark, най-добре продаващата се нейна плоча, в която се открояват радиохитовете „Help Me“ и „Free Man In Paris“.
Нейните вокални дадености са с голям диапазон, а композициите ѝ за китара и пиано, които се развиват успоредно с навлизането ѝ в джаз територията, постепенно се усложняват като хармония и ритъм. Тя прави едно цяло от рокендрола, ритъм енд блуса, класическата музика и бийтовете от не-западната музика. В края на 70-те години тя започва да работи съвместно с други бележити джаз музиканти, като сред тях се открояват Джако Пасториъс, Уейн Шортър, Хърби Хенкок, Пат Матини и Чарлз Мингъс. Последният я моли за сътрудничество в последните си записи. После тя се връща към попа, прегръща електронната музика и участва в политически протести.
Тя самата е свой музикален продуцент, както се случва на повечето ѝ албуми, включително през 70-те години. Има подготовка в изобразителното изкуство и сама прави художественото оформление на кориците на албумите си. Тя е горещ критик на музикалната индустрия и спира да прави концерти. Седемнадесетият и според полемична информация последен неин албум с нов материал излиза през 2007 г. Сама се определя като „художник, излязъл от релси по случайност“.
Мичъл оказва голямо влияние на други музиканти в най-разнообразни жанрове музика, а работата ѝ е силно ценена от критиката. Според медията Олмюзик, „Когато прахта слегне, като най-важен и влиятелен музикант жена от края на XX век може да застане Джони Мичъл.“ Според списание „Ролинг Стоун“ тя е „една от най-великите авторки на песни в историята“. В текстовете ѝ се открива задълбочена поетика, насочване на вниманието към социални и природозащитни идеали, както и лични чувства за романтично дерзаене, обърканост, разочарование и радост.

### Начални години
Истинското име на певицата е Робърта Джоун Андерсън. Тя е родена на 7 ноември 1943 г. във Форт Маклауд, провинция Албърта, Канада. Нейни родители са Бил и Мъртъл (по баща Маккий) Андерсън. Дядото и бабата по майчина линия са от шотландски и ирландски произход, а по бащина – норвежки и саами. Майка ѝ е учителка. Баща ѝ е пилот лейтенант от военната авиация на Канада, който обучава новопостъпилите пилоти във Форт Маклауд, където военни от Съюзническите войски се подготвят да летят. Във военните години тя се мести с родителите си от място на място, главно в Западна Канада. След войната баща ѝ намира работа като бакалин, и семейството се преселва в Саскатчеван, в градовете Мейдстоун и Северен Батълфорд. По-късно тя пее за детството, прекарано в малкия град, в песента Song for Sharon.
В Мейдстоун, „град с две пресечки, една църква и един хотел“, Джони и родителите ѝ живеят без вътрешна канализация и течаща вода. Много от жителите на града са индианци (т.нар. Първи народи). Канадците от европейски произход като бабата на Джони едва през последните десетилетия започват да се нанасят там. Покрай града минава старата железница, а зад спалнята ѝ тя чува тракането по жп линията. Тя „ставала в леглото всеки ден и гледаше влака, който минаваше всекидневно“. Джони казва: „Най-странното е, че години по-късно родителите ми се запознаха с кондуктора на влака на едно парти. Той казал: „Единственото нещо, което помня от Вашия град, е една къща с коледни украшения и едно дете, което ми помахваше.“ Джони обича да прекарва времето извън вкъщи. Тя казва: „Майка ми ме възпита в словото... Докато някои други родители цитираха Библията, моята майка правеше това с Шекспир. Тя беше романтичка. Тя ме научи на всички тези старовремски неща. Запазих лексикони със сухи цветя.“
Бащата на Джони е любител музикант, който има афинитет към записите на суинг и свири на тромпет във военни оркестри. Малката Джони участва в градски паради с оркестъра на баща си, заедно с други деца. Голяма група от нейните приятели от детството взимат уроци по музика, и тя обикаля да ги слуша. Още от рано развива първите си музикални увлечения: Дебюси, Равел, Стравински, Шопен и Бетховен. Много по-късно, първата ѝ плоча, за която спестява пари, е Рапсодия по тема от Паганини. Мичъл учи за кратко класическо пиано между 6- и 7-годишна възраст. Тя казва: „Исках да свиря... Исках да правя това, което правя сега, което е да сложа ръка върху него и да запаметя туй, което излезе, и да вървя напред с творческия процес. а Музикалният ми педагог обаче ми каза, че свиря по слух, което е грешка, нали разбирате, и че никога няма да успея да чета тези произведения, тъй като запаметявах нещата... Не покривах нормата за тази система, и затова зарязах тази работа.“
На 8-годишна възраст Джони се заразява с детски паралич по време на епидемията през 1951 г. в Канада; със същото състояние е Нийл Йънг, тогава на 5 години, живеещ в Онтарио. Това е последната голяма епидемия в Северна Америка преди успешното изпитание на ваксината на Джонас Солк. Прикована към леглото в продължение на няколко седмици, Джони разбира, че ще трябва да мине надолу през коридора и да живее с железен бял дроб до края на живота си – това, при условие, че състоянието ѝ се влоши. Както тя описва, в болницата тя става заинтригувана от пеенето. Тя го описва така:
„Те казаха, че е възможно да не мога да вървя отново, и че няма да мога да се върна вкъщи за Коледа. Не ми харесваше този ход. Така, аз започнах да пея коледни песни, и ги пеех наистина силно... Момчето в леглото до мен, сигурно знаете, се оплакваше. И аз открих, че съм натрапница.“
Преди заразата с детския паралич Мичъл проявява интерес към изкуствата, но е по-скоро атлетична, а не артистична персона. Веднага щом се възстановява, осъзнава, че вече не може да се състезава с най-бързите плувци или бегачи, и за да го компенсира, се запалва по танците. На 9 години започва да пуши, което става неин навик за цял живот. Пушенето на Мичъл е обект на критика от журналистите, които го обвиняват за влошаването на гласа ѝ при нейното физическо остаряване, но певицата отрича връзката между тези две неща, като не изразява никакво съжаление за това, което нарича „моите ужасни навици“.
Когато е на 11, семейството се мести в град Саскатун, в Саскатчеван, който определя като неин роден град. Вдъхновение черпи от красотата на канадските прерии, но тя вече се била превърнала в „лош ученик“ поради мъгливите възможности, които образованието едва дава в градовете, където израства, и училищният процес в Саскатун не я стимулира. Някога настървеното записване на уроци в час се замества от най-различни рисунки по тетрадките, и в листите за оценка на нея ѝ се казва: „Джоун не разбира добре връзките“. Тя казва: „Начинът, по който гледах на образованието от ранна възраст, беше, че то те обучава какво да мислиш, а не как да мислиш. Нямаше никаква свобода, в действителност, за свободен размисъл. Обучаваха те да станеш готов да паснеш на едно общество, в което свободното мислене е натрапчивост. Харесвах някои от учителите ми наистина много, но не изпитвах интерес към техните предмети. Така че ги помирявах – мисля, че те усещаха, че не съм глупачка, макар листът с оценка не дава такива надежди. Стъкмявах кабинетът по математика с маслени рисунки и портрети на математиците. Направих дърво на живота за учителя ми по биология. Винаги закъснявах за училище, тъй като бях на колене и рисувах разни неща.“
Мичъл има влечение към изкуствата, но „израства точно преди те да бъдат включени в образователната програма... по това време аз бях някаква лудетина.“ В 7-и клас, тя има „един радикален учител... прекланящ се пред духовността... Той критикуваше това, че копирах картини. Никой друг не го правеше. Превъзнасяха ме като дете-чудо поради техниката ми. „Искаш да рисуваш?“, попита ме той. Аз кимнах. „Ако можеш да рисуваш с четка, можеш да рисуваш и с думи.“ Той извади поетесата в мен. Беше много строг, по свой собствен пънкарски начин. Така го обичахме... Аз написах една епопея в класа̀ – трудех се, за да го впечатля. Получих я обратно, и в червено имаше червени кръгчета с думите „клише, клише“. „Бял като ново навалял сняг“ – „клише“; „високо на хълм, оставящ сребърна сянка“ – „клише“. Най-долу той каза: „Пиши за това, което познаваш, то е по-интересно.“ Мичъл говори за „ходене в дъжда и събиране на попови лъжички в празен буркан с майонеза“, и той ѝ отвръща с предложение да запази случките си в писмен вариант. Дебютният албум на Мичъл помества посвещение на този учител: „Господин Кратцман, който ме научи да обичам думите.“
Пише и поезия. Тя казва: „Биваше ме в композицията, но не бях добра в дисекцията на английския... не ми спореше в училище, тъй като не ми харесваше да го подлагам на проблематизация и да го анализирам по този начин, а и не обичах да говоря на сленг.“ Мичъл споделя, че „най-накрая ме изгониха от 12-и клас. Върнах се по-късно и научих уроците, които бях изгубила.“ Тя казва и че „моята идентичност, тъй като тя не мина през образователната система, беше да бъда добър танцьор и артист... Изработвах много от собствените ми дрехи. Работех в дамското облекло и бях манекенка. Имах достъп до бутикови дрехи, които бяха твърде модерни за нашата общност... Ходих по улиците, облечена смазващо... Стоях на центъра с украинци и индийци... Когато се върнах в квартала ми, открих, че съм изградила провокативен имидж. Те мислеха, че съм непристойна, тъй като винаги ми се нравеха кавгите... Но имаше един етап, когато моите приятели, които бяха непълнолетни нарушители, станаха престъпници. Те можеха или да се хванат на някакви много скучни работи, или да започнат престъпна дейност. Да си престъпник е много романтично в младостта. Аз си помислих: „Ето къде свършва романтичността. Не виждам себе си в затвора...“
Мичъл обожава рокендрола. Казва: „Когато бях в тийнейджърските си години, рокендролът се излъчваше по радиото само от 4 до 5, след училище, и по два часа през съботите. Ако нямаш грамофон и просто ти се НАЛАГА да чуеш тези звуци, отиваш на място, където има музикален автомат... Засуетявах се около две кафенета, в които имаше такива автомати. Кафенето Ей Ем Кафе беше близко до къщата ми, а Си Ем Кафе беше в другия край на града и ми беше забранено да ходя там. Те бяха притежавани от две китайски момчета – Арти Мак и Чарли Мак. Можеше да се пилееш покрай кабините и да пушиш.“ За времето, когато е тийнейджърка – в края на 50-те години, тя казва: „Обичах да танцувам. Това беше страстта ми. Организирах вечер на танците в сряда, тъй като много трудно успявах да се приведа в ред през уикендите. Обичах Чък Бери. Рей Чарлз. What I'd Say. Харесвах Елвис Пресли. И Евърли Брадърс. Но после стана тая работа. Рокендролът премина през една много безидейна, скучна фаза. И през този период се появи фолк музиката и запълни празнотата. По това време имах приятели, които правеха партита, и седяха и пееха песни на Кингстън Трио. Тогава започнах да пея отново. Затова си взех този инструмент. Да пея на тези партита.“
Купува си укелеле през 1957 г. Иска да има китара, но майка ѝ, която е със селски корени, силно се противопоставя на идеята, тъй като свързва китарата с образа на т.нар. хилбили (младеж от планинските райони). Преди рокендрола, китарата в селска Канада е използвана главно в кънтри и уестърн музиката, и все още се свързва широко с този жанр. Мичъл най-сетне успява да се сдобие с китара, но продължава да свири на баритон укелеле до началото на 60-те години. Първоначално се учи сама как да свири на китара, използвайки песнопойката на Пит Сийгър, но така и не стига до края на учебника. Лявата ръка на Джони е по-слаба, поради паралича, и някои пръстови позиции са ѝ трудни или невъзможни за изпълнение. С вливането на нов фолк материал към репертоара си, тя започва да майстори десетки различни настройки, които да използва във всяка една песен. По-късно този импровизиран метод ще се окаже „инструмент за освобождаване от стандартните подходи към хармонията и структурата“ в нейното песенно творчество.
Джони започва да пее с приятелите си на огнени шоута в „северните езера, горе покрай езерото Уаскесиу“, в началото на 60-те. Тя все пак успява да уговори представления в кафенетата в Саскатун. Първият платен ангажимент е на 31 октомври 1962 г. в местен клуб, в който свирят фолк и джаз музиканти. Тя е на 18, и нейната колекция с плочи по това време варира от американски фолк възрожденци, чиито плочи помагат за разширяването на репертоара ѝ от традиционни песни, до по-скътаните до сърцето любимци като Едит Пиаф и Майлс Дейвис. Джони и приятелите ѝ са заинтересовани от джаз музиката. Макар никога да не изпълнява джаз в онези дни, тя и приятелите ѝ издирват представления на джаз музиканти. Мичъл казва: „Моите джаз основи започнаха с един от първите албуми на Ламбърт, Хендрикс и Рос... The Hottest New Sound in Jazz [sic]. Беше трудно да се намери в Канада, така че спестих малко пари и го купих на цената на един бутлег. Считах този албум за моите Бийтълс. Заучих всяка песен от албума, и не мисля, че има някъде друг такъв албум – включително мой собствен – в който да знам всяка нота и дума от всяка песен.
След завършването на гимназията в Ейдън Боумън Колиджиат в Саскатун, правенето на музика е един от начините да се изкарат допълнителни приходи, но тя никога не смята да прави кариера с това. Тя иска да рисува и напуска дома в посока Колежа на Албърта по изкуства и дизайн, разположен в Калгари. В училището по изкуства, тя се отличава като ученик за първи път в живота си. Тя обаче се бори с чувството, че е по-слаб художник, отколкото показват оценките. Тя казва: „Открих, че съм отличен ученик в училището по изкуства по същата причина, по която мислех, че съм лош студент – еднаква и противоположна причина – тъй като бях натрупала технически способности... Открих, че изглежда бях забелязана заради моите технически способности, а в свободните занятия, където бях наистина без вдъхновение, оценките ми останаха на същото ниво. От друга страна, хората, които бяха страхотни в свободните часове и същевременно оригинални и разпуснати, но нямаха ноу хау в техническите аспекти, получаваха оценка, близка до тази за тяхната техническа способност. Така че останах доста разочарована.“
Мичъл също така започва да осъзнава, че изкуството, което прави, е в разрез с тенденциите по това време, движение, което е близко до почти пълен абстракционизъм. Повлияна от пост импресионисти като Ван Гог и Гоген, както и от работата на Пикасо, тя все още не е откъснала поглед от рисуването на пейзажи и хора, предавайки вижданията си за истинските неща, които са пред нея. Фигуративни творци като нея са насочвани към рекламата и търговското изкуство, които въобще не ѝ допадат. В училището по изкуства, за да се изхранва, тя продължава с концертите като фолк музикант в уикендите, като свири в своя колеж и в един местен хотел. След година, на 19, тя напуска училището и продължава да свири. Приема една работа за 15 долара на седмица в едно кафене в Калгари, в което „пее дълги трагични песни в минор“. Тя свири в Депрешън! три месеца през есента на 1963 г. Освен това пее на хутенанита и дори се появява по някои местни ТВ и радио програми в Калгари.
Родителите на Мичъл ценят образованието много високо, тъй като израстват по време на Голямата депресия, и решението ѝ да изостави студията по изкуство я противопоставят на семейството ѝ, причинявайки търкания при връщането си у дома в Саскатчеван. През лятото на 1964 г., когато е на 20, тя казва на майка си, че възнамерява да поеме пътя на фолк певец в Торонто, и напуска Западна Канада за първи път в живота си, насочвайки се на изток, към Онтарио. На тридневния жп преход там, тя пише първата си песен, наречена Day After Day. Тя спира за фолк фестивала в Марипоза, където чува Бъфи Сен-Мари, фолк певица от народа кри, родена в Саскатчеван, която я вдъхновява. Година по-късно, Джони свири също на Марипоза, първата ѝ изява за по-голяма публика, а самата Сен-Мари по-късно ѝ прави кавър песни.

### 1964 – 1969: Пробив във фолка
Тъй като няма нужните 200 долара за членска вноска на музикантския съюз, Джони успява да си осигури няколко изяви в Халф Бийт и Вилидж Корнър в квартала Йорквил, Торонто, но основно свири на изяви без опеката на съюза „в църковни мазета и заседателни зали на Уай Ем Си Ей.“ Отказват ѝ от големите фолк клубове, и тя се принуждава да свири на улицата, докато „работи в отдела за дамско облекло в универсален магазин, за да си плати наема“. Без много отчитане на известни имена, Джони започва също да разбира, че всяка фолк сцена във всеки град отдава на ветераните изпълнители изключителните правомощия да свирят своите ключови композиции – макар да не са написали песните – което Мичъл намира за ограничено като разбиране, обратно на егалитарния идеал на фолк музиката. Тя открива, че най-добрият ѝ традиционен материал е вече собственост на други певци и няма да може да мине незабелязан от комисиите. Тя казва: „Все едно отиваш в някой град и ти казват, не можеш да пееш това, не може да пееш онова.“ Така тя решава да пише свои собствени композиции.
През есента на 1964 г. Джони разбира, че е бременна от приятеля си от Калгари, Брад Макмат. Тя пише по-късно: „Той ме остави бременна в третия месец, в една таванска стаичка; нямах пари, а зимата идваше, и аз се отоплявах само с една камина. Вретената на балюстрадата бяха като беззъбо гориво за ланшните обитатели.“ По това време хапчетата против нежелана бременност са забранени със закон в Канада, също и абортът, но въпреки това към жените, които раждат без сключен брак, съществува голяма социална предубеденост. В Торонто тя съумява да го стори тихомълком, без да предупреждава родителите си вкъщи. През февруари 1965 г. тя ражда момиченце. Тъй като не може да осигури издръжка за бебето (Кели Дейл Андерсън), тя я дава за осиновяване. Този епизод остава в личната история през по-голямата част от кариерата ѝ, но тя прави намеци за случилото се в няколко песни, главно в Little Green, която изпълнява през 60-те и добавя в албума от 1971 г. Blue. По това време завоалираните текстове не са добре известни.
В Chinese Cafe, от албума от 1982 г. Wild Things Run Fast, Мичъл пее: „Вашите деца идват като хората / Моето дете е странник / Родих я / Но не мога да я отгледам.“ Тези текстове не получават обилно внимание по това време. Съществуването на дъщерята на Мичъл не е известно до 1993, когато съквартирант от годините в училището по изкуства през 60-те разказва историята за осиновяването пред таблоидно списание. По това време дъщерята на Мичъл, носеща новото име Килорън Гиб, вече е започнала да търси биологичните си родители. Мичъл и дъщеря ѝ се срещат пре 1997 г. След събирането им, Мичъл казва, че е загубила интерес към писането на песни, и по-късно приравнява раждането на дъщеря ѝ и неспособността да се грижи за нея като момента, в който вдъхновението ѝ за авторство започва. Тъй като не е могла да се изрази пред човека, с когото би желала да говори, тя се обръща към целия свят и започва да пише персонално.
Няколко седмици след раждането пре 1965 г. Джони Андерсън обикаля заведенията отново в Йорквил, като започва да използва повече оригинален материал за пръв път, написан с уникалните отворени настройки. През март и април тя намира работа в Пени Фартинг, фолк клуб в Торонто. Там среща Чък Мичъл, американски фолк певец от Мичиган. Чък е поразен моментално от Джони и е привлечен от нейното изпълнение, и ѝ казва, че може да ѝ намери постоянна работа в кафенетата, които понава в Щатите. В едно интервю, Джони се жени а Чък само 36 часа след срещата им, но не е ясно дали някога се женят в Торонто. Някъде през късния април Джони напуска Канада за пръв път, отивайки в САЩ, за да прави музика с Чък. Джони, 21-годишна, се жени за Чък на официална церемония в родния му град през юни 1965 г. и приема фамилното му име. Джони Мичъл казва: „Нямахме никакви пари. Аз си скроих сватбената рокля... Вървях по пътеката, размахвайки дрешки.“

### В Мичиган
По време на престоя ѝ в имота Верона в квартала на Детройт Кас Коридор, Чък и Джони редовно изпълняват в кафенета в района, включително бар Алков близо до Щатския университет в Уейн, ресторант Ратскелър в кампуса на Детройтския университет и галерия Рейвън в Саутфийлд. Започва да свири и да композира песни с разнообразни китарни настройки, което научава от колегата си Ерик Андерсън в Детройт. Оскар Бренд я наема няколко пъти за предаването по Си Би Си, Let's Sing Out, пре 1965 и 1966 г., което разширява хоризонта пред нея. Бракът и партньорството между Джони и Чък се разпада в началото на 1967 г., и Джони се мести в Ню Йорк, където иска да подири мечтата си да стане солов музикант. Свири на места, намиращи се на север и юг покрай Източното крайбрежие, включително във Филаделфия, Бостън и Форт Браг, Северна Каролина. Често изпълнява в кафенета и фолк клубове, и, по това време вече пишеща своите собствени парчета, тя става прочута благодарение на уникалното си авторско майсторство и новаторския си стил с китарата.

### В Ню Йорк
Фолк певецът Том Ръш се запознава с Мичъл в Торонто и е впечатлен от авторските ѝ умения. Той дава Urge For Going на популярната фолк певица Джуди Колинс, но тя отказва и Ръш сам я записва. Кънтри певецът Джордж Хамилтън чува Ръш да я изпълнява и затова записва хитова кънтри песен. Други музиканти, които вземат песни от Мичъл в ранните години, включват Бъфи Сен-Мари (The Circle Game), Дейв Ван Ронк (Both Sides Now) и, най-сетне, Джуди Колинс (Both Sides Now, хит в Топ 10, и Michael From Mountains, като и двете са представени в албума от 1967 г. Wildflowers). Колинс също записва Chelsea Morning -- вариант, който затъмнява личния комерсиален успех на Мичъл още от рано.

### В Калифорния
На концерт една вечер в Гаслайт Саут, клуб в Коуконът Грув във Флорида, Дейвид Кросби влиза вътре и е моментално поразен от способностите ѝ и привлекателността ѝ като човек на изкуството. Той я взема със себе в Лос Анджелис, където започва да я представя (нея и музиката ѝ) пред своите приятели. Скоро след това тя ще бъде менажирана от Елиът Робъртс, който има близки бизнес връзки с Дейвид Гефън. Робъртс и Гефън ще станат после важни влияния в кариерата ѝ. Междувременно Кросби убеждава една звукозаписна компания да позволи на Мичъл да направи солов акустичен албум, без всичките онези фолк рок повторни изпявания (овърдъбинг), на мода по това време, и влиянието му дава кредит като продуцент през март 1968 г., когато Репрайс Рекърдс издават дебютния ѝ албум, известен като Joni Mitchell, още и като Song to a Seagull.
Мичъл продължава да концертира с отмерени крачки, за да промотира плочата. Турнето създава пламенно очакване за втория албум на Мичъл – Clouds – който излиза през април 1969 г. В този албум се съдържат нейни версии на някои нейни песни, записани и изпълнявани от други музиканти: Chelsea Morning, Both Sides, Now и Tin Angel. Обложките и на двете плочи, включително автопортрет на Clouds, са изработени и изрисувани от Мичъл, брак между изкуството и музиката ѝ, с който тя живее през цялата си кариера.

## 1970 – 1974: Пробив в мейнстрийма
През март 1970 г. с Clouds Джони Мичъл печели първата си награда Грами за „Най-добро фолк изпълнение“. През следващия месец издава третия си албум, Ladies of the Canyon. Звученето на Мичъл вече се е настанило в посока извън границите на акустичната фолк музика, повече клонящо към поп и рок музиката, с овърдъбинг, перкусии и беквокали, и за първи път включващо много песни на пиано, което после се превръща в отличителна черта на музиката ѝ в най-популярната нейна епоха. Нейната версия на Woodstock, която е по-бавна и по-мрачна от кавъра на Кросби, Стилс, Наш и Йънг, е изпълнена на електрическо пиано Вурлицер. В албума присъстват вече познатата песен The Circle Game и природозащитният апел на Big Yellow Taxi, от който се запомня стиха „те павираха Рая и цял паркинг ни оставят“.
Ladies of the Canyon е светкавичен удар по ФМ радиопрограмите и се продава с бързи темпове в летните и есенни месеци. Това е и първият златен албум на Мичъл (от него се продават над 500 000 бройки). Мичъл взема решение да не обикаля по турнета за една година и да се отдаде на писане и изобразително изкуство. Въпреки това тя е избрана за „Най-добра жена изпълнител“ през 1970 г. от Мелъди Мейкър, водещото поп музикално списание в Обединеното кралство. В издадения през 1971 г. Mud Slide Slim and the Blue Horizon на Джеймс Тейлър, Мичъл получава признание за беквокали - заедно с Каръл Кинг - в песента You've Got A Friend. Песните, които пише през месеците, които си взима като отпуска за пътешествия и изпитване на живота, се реализират в албума Blue, който е издаден през юни 1971 г. За Blue и сравнявайки се с таланта на Джони Мичъл, той казва: „Когато дойде времето тя да направи Blue, тя вече ме бе задминала и се стрелкаше към хоризонта.“
Blue е почти веднага хит за критиците и широката публика. Достига Топ 20 в Класациите за албуми на сп. Билборд през септември, както и британската първа тройка. Богато продуцираната Carey е сингълът по това време, но в музикален план, други части от Blue се отдалечават на по-голяма дистанция от звученето на Ladies of the Canyon, с цел да изградят по-прости, ритмични акустични партии, които да дадат пространство на гласа и емоциите на певицата (All I Want, A Case of You), а други, като Blue, River и The Last Time I Saw Richard, са изпяти под акомпанимента ѝ на пиано. В текстуално отношение, албумът е считан за нейната кулминация, вдъхновена от по-ранната ѝ работа, където депресивните възгледи върху света са в контрапункт с изобилстващите изрази на романтичната любов (например в California). Мичъл по-късно отбелязва: „В този период от живота ми, аз нямах лична защита. Чувствах се като целофанова опаковка на кутия цигари. Имах чувството, че нямам абсолютно никакви тайни от света и не можех да се преструвам в живота си, че съм силен човек.“
Мичъл взима решение да се върне на сцената след грандиозния успех на Blue, и тя представя много нови песни на турнето си, появяващи се на следния ѝ албум. Петият ѝ албум, For the Roses, излиза през октомври 1972 г. и веднага се стрелва нагоре по класациите. Тя прави следващия си сингъл You Turn Me On, I'm a Radio, което стига 25-а позиция в билбордските класации през февруари 1973 г. и става нейния първи истински хит сингъл. Албумът е приветстван от критиката и носи голям успех със себе си, макар че е донякъде засенчен от успеха на Blue и следващия ѝ албум.
Court and Spark, издаден през януари 1974 г., представя първите флиртове на певицата с джаза и джаз фюжъна, които предвещават експерименталния ѝ етап, но освен това е най-успешният ѝ в търговски смисъл запис и един от най-добре посрещнатите от критиката. Court and Spark стигат до 1-ва позиция на албумните класации на Кешбокс. Тази плоча преобразява Джони Мичъл в силно търсен музикант, вероятно за първи път в кариерата ѝ, със силата, която ѝ дават популярни песни като рокерската Raised on Robbery, издадена малко преди Коледа 1973 г., и Help Me, издадена през март следващата година, достигнала за първи път в Топ 10 през първата седмица на юни (7-а позиция). Free Man in Paris е друг хит сингъл и опорна точка в каталога ѝ.
Докато записва Court and Spark, Мичъл се опитва да излезе начисто от по-ранното фолк звучене, и продуцира албума сама, използвайки джаз-поп фюжън групата Ел Ей Експрес, която нарича първата своя истинска бек група. През февруари 1974 г. тръгва на турне с Ел Ей Експрес, и се радват на възторжени оценки през следващите два месеца. Подготвя се концертен албум за излизане, който използва серия от представления от 14 до 17 август в Лосанджелиския Юнивърсъл Амфитиътър. През ноември записва концертния албум Miles of Aisles, двуалбумен сет, в който са включени всички песни, без две от тях, които участват в лосанджелиските концерти (една селекция от Бъркли Къмюнити Сентър, от 2 март, и друга от Ел Ей Мюзик Сентър, от 4 март). Албумът бавно се придвижва към 2-ра позиция, настигайки апогея на Court and Spark в Билборд. Big Yellow Taxi, в своята концертна версия, е издадена като сингъл и се справя относително добре (Мичъл издава още една версия на песента през 2007 г.)
През януари 1975 г. Court and Spark получава четири номинации за награда Грами, включително награда Грами за „Албум на годината“, в която е единствената жена сред номинираните. Тя печели награда Грами за „Най-добър инструментален аранжимент за акомпаниращ вокалист“.

## 1975 – 1980: Изследвания на джаза
Мичъл се връща в студиото през пролетта на 1975 г., за да запише акустични демо версии на някои песни, които е написала след турнето на Court and Spark. Няколко месеца по-късно тя записва версии на мелодиите с нейния бенд. Музикалните интереси на Мичъл са разнопосочни – минават от фолк и поп сцената на тази епоха, през работи с по-отпусната структура, с вдъхновение от джаза, с по-голям избор от инструменти. На The Jungle Line, тя прави първи опити в семплиране на запис на африкански музиканти, нещо, което се популяризира насред западните рок музиканти през 80-те. Междувременно In France They Kiss on Main Street продължава традицията на богатото поп съдържание от Court and Spark, и опити като заглавната песен и Edith and the Kingpin документират територията под кръста на живущите в предградията в Южна Калифорния.
Новият цикъл от песни е издаден през ноември 1975 г. с The Hissing of Summer Lawns. Албумът отначало е голям търговски успех, достигащ 4-та позиция в Класациите за албуми на сп. Билборд. Според една често срещана легенда списание Ролинг Стоун го определя за „най-лошия албум на годината“, но всъщност е наречен „най-лошо заглавие на албум“ на годината. Мичъл и Ролинг Стоун обаче имат трудни взаимоотношения, започващи години по-рано, когато списанието представя „дърво“, илюстриращо всичките романтични партньори, които певицата има според слуховете. Това са основно други музиканти, което според певицата е „наранило моите чувства по това време.“ През 1975 г. Мичъл участва в няколко концерта на турнетата Ролинг Тъндър Ревю, с водещата роля на Боб Дилън и Джоун Байез, а през 1976 г. са част от The Last Waltz с групата Бенд. През януари 1976 г., Мичъл получава номинация за награда Грами за „Най-добро женско поп-вокално изпълнение“ за албума The Hissing of Summer Lawns, макар наградата да се присъжда на Линда Ронстад.
В началото на 1976 г. Мичъл пътува с приятели, които пресичат цялата страна, за да стигнат щата Мейн. След това Мичъл пропътува разстоянието обратно до Калифорния сама и записва няколко песни, които представя на следващия си албум, наречен Hejira (1976). Тя изтъква, че: „Този албум е написан главно докато пътувах с колата. Ето затова и няма песни с пиано...“ Hejira е, според някои преценки, най-експерименталният албум на Мичъл дотогава, благодарение на нестихващо сътрудничество с джаз виртуоза и бас китарист Джако Пасториъс. Той работи с нея върху няколко песни, включително: първият сингъл, Coyote, атмосферичната Hejira, дезориентиращата и със сложна китарна работа Black Crow, и последната от албума Refuge of the Roads. Албумът се добира до 13-а позиция в класациите на сп. Билборд, златен статут три седмици след издаването му, и значително ефирно време по рок радиопрограми с албумна ориентация. Въпреки това, Coyote, подкрепян от Blue Motel Room, не успява да се изкачи до Хот 100. Макар албумът да е посрещнат като „връщане на формата“ от многобройни фенове и критици, нейните дни като огромна поп звезда са вече в миналото. Обаче, дори ако Hejira „да не се продава така бързо, както по-ранните, замислени да влязат в радиопрограмите албуми, неговата позиция в каталога ѝ се разраства с годините.“ Самата Мичъл счита, че албумът ѝ е уникален. През 2006 г. тя споделя: „Сигурно много хора биха могли да напишат много от другите ми песни, но усещането ми е, че песните на Hejira биха могли да бъдат създадени единствено от мен.“
През лятото на 1977 г. Мичъл започва работа по нов материал, който ще се превърне в нейния първи двоен студиен албум. Когато наближава края на контракта ѝ с Асайлъм Рекърдс, на певицата ѝ се струва, че този албум може да бъде с по-разпуснато чувство, отколкото предците си. Тя кани Пасториъс да се върне, и той взима със себе си приятелите си от новаторския джаз фюжън състав Уедър Рипорт, включително Дон Елиъс (барабани), Уейн Шортър (саксофон). Многослойни, ефирни композиции като Overture / Cotton Avenue представят по-импровизационни колаборации, а Paprika Plains е 16-минутна епопея, която разтяга границите на поп музиката, което се дължи повече на спомените на Мичъл от детството в Канада и нейното обучение по класическа музика. Dreamland и The Tenth World, с участието на Шака Кан (беквокали), са парчета с доминиращи перкусии. Има и песни, които продължават джаз-рок-фолк взривовете от Hejira. Мичъл също така подновява Jericho, написана, но години наред незаписана (версия може да се открие на концертния ѝ албум от 1974 г.). Don Juan's Reckless Daughter е издаден през декември 1977 г. Албумът получава смесени отгласи, но печалбите са сравнително стабилни, като албумът достига 25-ва позиция в САЩ и златен статут за по-малко от три месеца. Обложката на албума създава полемика; Мичъл е показана на няколко снимки на корицата, включително една, в която е дегизирана като чернокож мъж, носещ френска барета (това е препратка към един от героте в песен от албума).
Няколко месеца след излизането на Don Juan's Reckless Daughter Мичъл влиза в договорни отношения с джаз легендата Чарлз Мингъс, който чува оркестрираната песен Paprika Plains, и иска да работи заедно с нея. Мичъл започва колаборация с Мингъс, който умира преди проектът да завърши през 1979 г. Тя записва парчетата, и новообразуванието, наречено Mingus, излиза през юни 1979 г. Той обаче не е добре посрещнат от пресата. Почитателите са объркани как да посрещнат такава голяма промяна в цялостния музикален облик на Мичъл, и макар албумът да се въздига до 17-а позиция в билбордските класации (по-високо място, отколкото Don Juan's Reckless Daughter), Mingus не постига златен статут, което го прави първия албум от 60-те, който не постига половин милион продажби.
Лятното турне на Мичъл, с което тя промотира Mingus, започва през август 1979 г. в Оклахома Сити, и завършва шест седмици по-късно с пет концерта в Лосанджелийския Грийк Тиътър, където записва и снима концертите. Това е първото ѝ турне от няколко години, и е с Пасториъс, джаз китаристът Пат Матини и други членове на нейния бенд. Мичъл изпълнява и песни от другите ѝ албуми с джаз мотивации. Когато турнето завършва, тя започва една година в работа, превръщайки лентите от лосанджелийските концерти в двоен албум и концертен филм, наричан Shadows and Light. Последният ѝ албум с Асайлам Рекърдс и втори концертен двоен албум, той е издаден през септември 1980 г. и достига 38-а поиция на билбордските класации. Сингълът ѝ от тази плоча Why Do Fools Fall in Love? е дует с Пърсуейжънс (подгряващата група на турнето) за малко не стига Хот 100.

## 1981 – 1993: Поп, електроника и протести
Близо година и половина Мичъл работи върху песните за следващия си албум. По време на този период Мичъл записва с контрабасиста Лери Клайн, с когото има брак от 1982 г. По време на подготовката за издаването, приятеля ѝ Дейвид Гефън, основател на Асайлам Рекърдс, стартира своя лейбъл Гефън Рекърдс. Все още разпространяван от Уорнър Брадърс (притежаващи Асайлам Рекърдс), Гефън се отказва от оставащите договорни задължения, които Мичъл има с Асайлам, и преподписва с нея за новия си лейбъл. Wild Things Run Fast (1982) регистрира завръщането ѝ в писането на поп музика, включително Chinese Cafe/Unchained Melody, които използват куплета и части от мелодията на хита на Райчъс Брадърс, и (You're So Square) Baby I Don't Care. Албумът се добира до №25 на билбордските класации след 5 седмици там.
В началото на 1983 г. Мичъл започва световно турне, което включва Япония, Австралия, Ирландия, Обединеното кралство, Белгия, Франция, Германия, Италия, Скандинавия и след това обратно САЩ. Изпълнение от турнето е записано на видеокасета и издадено в домашно видео формат (и по-късно DVD) като Refuge of the Roads. След края на 1984, Мичъл продължава да пише нови песни, но получава предложение от Гефън дали наемането на един външен продуцент с опит в съвременните модерни технологии няма да бъде стойностна добавка. Бритинският синтпоп изпълнител и продуцент Томас Долби бива привлечен в екипа. Мичъл по-късно коментира ролята на Долби така: "Не бях склонна да чуя предложението за Томас, тъй като той беше поканен да продуцира записа [от Гефън], и ще приеме ли той да дойде просто като програмист и играч? Така че, на това ниво наистина имахме някои проблеми... Той може да свърши работата по-бързо. Може и да я свърши по-добре, но фактът е, че тогава това няма да бъде моята истинска музика."
Албумът, който е постигнат, е Dog Eat Dog, излязъл през октомври 1985 г. Той заема средно място по продажби, като върхът му в билбордската Класация за албуми е 63-та позиция. Това е най-ниското място на Мичъл от дебютния ѝ албум (189-а позиция), който излиза 18 години по-рано. Една от песните, Tax Free, поражда дебат, тъй като поставя под прицел т.нар. група на телевангелистите, и завоят, който според нея американската политика взима към религиозното дясно пространство. „Църквите ме погнаха“, казва тя, „те ме атакуваха, макар че Епископалната църква, която съм виждала да бъде описвана като единствената църква в Америка, която всъщност използва своята глава, ми написа писмо с поздравление.“
Мичъл продължава да експериментира със синтезаторите, дръм машините и секвенсерите за записването на следващия си албум, Chalk Mark in a Rain Storm (1988). Освен това тя сътрудничи с музиканти като Уили Нелсън, Били Айдъл, Уенди и Лиса, Том Пети, Дон Хенли, Питър Гейбриъл и Бенджамин Ор от Карс. Първият официален сингъл от албума, My Secret Place, всъщност е дует с Гейбриъл, и за малко се разминава с Хот 100 на Билборд. Песента Lakota е една от многото песни, заети с по-широките политически теми, в случая Инцидента при Уундид Ний, смъртоносна битка между индиански активисти и ФБР в индианския резерват Пайн Ридж преди едно десетилетие. В музикално отношение, няколко песни попадат в течението на уърлд музиката, популяризирана от Гейбриъл по време на тази епоха. Отзивите са в болшинството си благоприятни спрямо албума, и малките появявания на извести музиканти допринасят за популярността му. Chalk Mark успява да подобри резултатите на Dog Eat Dog, достигайки 45-а позиция.
След издаването му Мичъл, която рядко вече изпълнява пред публика, участва в Уол Консърт на Роджър Уотърс в Берлин пре 1990 г. Тя представя песента Goodbye Blue Sky и е един от изпълнителите на финалната песен, The Tide Is Turning, заедно с Уотърс, Синди Лопър, Брайън Адамс, Ван Морисън и Пол Карак.
През първата половина на 1990 г. Мичъл записва песни за идния си албум. Тя предава финалните миксове за новия албум на Гефън малко преди Коледа, след като опитва около 100 различни продължения за песните. Новият албум, Night Ride Home, е издаден през март 1991 г. В САЩ, той дебютира в Класацията на албумите на Билборд под номер 68, изкачвайки се до 48 следващата седмица, и достигайки номер 41 през шестата седмица. В Обединеното кралство, албумът се появява под номер 25 в класациите за албуми. В критически план, той е по-добре посрещнат от работата ѝ през 80-те, като символизира завръщане към акустичните ѝ основи с препратки към стила в Hejira. Това е първата плоча на Мичъл след като Гефън е продаден на Мюзик Корпорейшън ъф Америка, което го превръща в първия ѝ албум, който не е първоначално разпространен от УИА (днес Уорнър Мюзик Груп).

## 1994 – 2001: Нова слава и вокално развитие
За по-широкия кръг от слушатели истинското „завръщане във форма“ идва през 1994 г. с наградения с Грами Turbulent Indigo. Въпреки развода на Мичъл с контрабасиста Лери Клайн, дошъл след почти 12 години брачен живот, Indigo е считан за един от най-достъпните сбирки с песни от няколко години. Песни като Sex Kills, Sunny Sunday, Borderline и The Magdalene Laundries смесват социални коментари и мелодии с фокус върху китарната работа за „едно поразяващо завръщане“. Албумът става носител на две награди Грами, включително за „Най-добър поп албум“, и съпътства възраждането в интереса към работата на Мичъл от страна на по-млади певци и автори на песни.
През 1996 г. Мичъл се съгласява да пусне колекция с хитове - Hits, а Репрайс Рекърдс ѝ позволява да издаде втори албум с компилация - Misses - което включва някои от нейните по-неизвестни песни от кариерата ѝ. Hits достига 161-ва позиция в САЩ и №6 в Обединеното кралство. В този албум Мичъл включва първата си песен, версия на Urge for Going, което предшества Song to a Seagull, но преди това е издадено само като „Б“-страна.
Две години по-късно Мичъл издава първата си колекция с „оригинална“ нова работа след около едно десетилетие с други търсения - Taming the Tiger (1998). Тя промотира Tiger със завръщане към регулярните концертни изяви, като в него изпъква съвместното хедлайниране с Боб Дилън и Ван Морисън. В този албум тя свири на „китарен синтезатор“ на повечето ѝ песни, и в това турне за първи път пригажда много от старите си песни към този инструмент, и според някои информации трябва да се научи отново на всичките си сложни настройки.
Някъде по това време критиците забелязват съществена промяна в гласа на Мичъл, най-вече на старите ѝ песни; тя по-късно признава, че се чувства по същия начин: „Опитвах се да закова някоя нота, като усилията ми бяха напразни“. Макар по-отеснелият диапазон и дрезавият глас да бъдат отдадени на тютюнопушенето, тя вярва, че промяната в гласа ѝ става очевидна през 90-те поради други проблеми, главно полипи по гласа, компресиран ларинкс и остатъчните ефекти от детския паралич. В интервю от 2004 г. тя отказва, че „моите ужасни навици“ имат каквато и да е връзка с ограничения ѝ вокален диапазон и изтъква, че "певците често губят горната граница на гласа с преминаването на 50-годишната възраст. Освен това тя твърди, че според нея гласът ѝ е станал по-интересен и изразителен алт, след като вече не може да изпява високите ноти, още по-малко да ги задържа, както е правила в младостта си.
Следващите два албума на певицата не представят нови песни, а Мичъл ги обяснява с „изпълняването на договорни задължения“, но и в двата случая тя се опитва да използва новия си гласов диапазон, за да интерпретира вече съществуващ материал. Both Sides, Now (2000) е албум, в който са включени главно кавъри на джаз стандарти, изпълнени с оркестър с аранжименти от Винс Мендоса. Той съдържа римейкове на A Case of You и заглавната Both Sides Now, два ранни хита, които са изпълнени от Мичъл и новия ѝ дрезгав, задушевен алт диапазон. Той е посрещнат позитивно и предизвиква кратко национално турне, в което Мичъл е акомпанирана от ядро от музиканти, включващи Лери Клайн на контрабас, плюс местен оркестър във всяка спирка на турнето. Успехът води до Travelogue (2002), колекция от преработки на предишни записи, съпроводени от пищни оркестрални акомпанименти.

## 2002 – 2005: Оттегляне и ретроспекции
Мичъл казва на времето, че това е последният ѝ албум. През 2002 г., в интервю за Ролинг Стоун, тя насочва своето негодувание към моментното състояние на музикалната индустрия, описвайки я като „септична яма“. Тя изразява своето несъгласие с доминантността на звукозаписната индустрия и своето желание да контролира собствената си съдба, като една от възможностите е като издаде своята музика в Интернет.
През следващите няколко години единствените нейни албуми са компилации от предишни работи. През 2003 г. записите за Гефън са събрани и ремастерирани в четири диска, т.нар. The Complete Geffen Recordings, включващи бележки от Мичъл и три неиздавани дотогава песни. Издадени са и колекции на различни теми, събрани от предишни песни и наименувани The Beginning of Survival (2004), Dreamland (2004) и Songs of a Prairie Girl (2005). Последната продукция тя посвещава на канадското си възпитание, а самият албум е издаден след участието на Мичъл в концерта по случай стогодишнината на провинция Саскачеван. В концерта, в който се отдават почести на Мичъл, гостува кралица Елизабет II. В бележките към Prairie Girl, тя пише, че колекцията е „моят принос към празненствата за стогодишнината на Саскатчеван.“
В началото на 90-те години подписва договор с Рандъм Хаус за написване на автобиография. През 1998 г. споделя с Ню Йорк Таймс, че мемоарите ѝ са „в процес на разработка“, че ще бъдат публикувани вероятно в четири тома и че първият ред ще бъде „Бях единственият чернокож мъж на партито“. През 2005 г. Мичъл казва, че използва магнетофон, за да се получат спомените ѝ „в реда на устната традиция“.
Освен това в началото на XXI век тя започва работа с Джил Хъбърт. Посещава художествената галерия „Мендел“ в Саскатун, където тя и Джил пишат книга, озаглавена Voices. Книгата получава международно внимание и увеличава нейната слава, както и славата на Джил Хъбърт.
Макар че Мичъл казва, че никога повече няма да прави турнета или да прави концерти, тя прави няколко публични изяви, в които говори на екологични теми. Мичъл разделя времето си между h си дом в Лос Анджелис и имота си от 32 хектара в Сечълт, Британска Колумбия, който притежава от началото на 70-те. „Ел Ей е моето работно място“, казва тя през 2006 г., а „Британска Колумбия е сърдечният ми ритъм“. Според интервюта, към момента се фокусира главно на визуалното изкуство, което тя не продава и показва само на специални случаи.

## 2006 – 2009: Последни записи и позиции по моргелозата
В интервю с Отауа Ситизън от октомври 2006 г., Мичъл „разкрива, че разработва първата си колекция от нови песни от близо едно десетилетие“, но не дава почти никакви други подробности. След четири месеца, тя дава интервю за Ню Йорк Таймс, в което казва, че идният ѝ албум Shine е вдъхновен от войната в Ирак и „нещо, което нейният внук е казал, докато е слушал семейна препирня: 'Лошите мечти са добри – според големия план“. Ранните отзиви в медиите характеризират албума като „минимално усещане... което ни връща по следите на ранната работа на Мичъл“, и като продукт, който е фокусиран върху политически и природозащитни въпроси.
През февруари 2007 г., Мичъл се връща в Калгари и работи като съветник по премиерата на Балетната компания на Албърта за The Fiddle and the Drum ('Цигулката и барабана'), танц с хореография по нови и стари песни. Мичъл също така заснима части от репетициите за документален филм, по който работи. По отношение на оживеността в последно време, тя отговаря: „Никога не съм работила толкова много в живота си“.
През лятото на 2007 г. официалният сайт на Мичъл потвърждава слуховете, че е подписала двугодишен контракт с Хиър Мюзик на Старбъкс. Shine е пуснат на пазара на 25 септември 2007 г. Дебютира под номер 14 в Билборд 200, нейният най-голям успех в Щатите след Hejira (1976), и е номер 36 в Британската класация за албуми.
На същия ден Хърби Хенкок, дългогодишен сътрудник и приятел на Мичъл, издава River: The Joni Letters, в който отдава почит на творчеството ѝ. Сред участниците в албума са Нора Джоунс, Тина Търнър, Ленард Коен и самата Мичъл, която участва с вокалните си умения в повторното записване на The Tea Leaf Prophecy (Lay Down Your Arms) (появила се първоначално в Chalk Mark in a Rain Storm). На 10 февруари 2008 г. записът на Хенкок получава награда Грами за „Албум на годината“. Така за първи път от 43 години джаз музикант се сдобива с това отличие на ежегодните церемонии за тези награди. При приемането на наградата Хенкок отдава признание на Мичъл, както и на Майлс Дейвис и Джон Колтрейн. На същата церемония Мичъл получава Грами за „Най-добро инструментално поп изпълнение“ за One Week Last Summer от албума Shine.
Понастоящем за Мичъл се грижат специалисти по спорното заболяване, наречено моргелоза. Дава интервю за Лос Анджелис Таймс на 22 април 2010 г. за болестта, където заявява следното: „Имам това странно, нелечимо заболяване, което сякаш е дошло от Космоса, но състоянието на здравето ми е най-доброто от много време насам.“ Тя описва моргелозата като „бавен, непредсказуем убиец“, но казва, че е решена да се пребори с болестта. „Имам огромна воля за живот, минавала съм през друга пандемия: преборих детския паралич, така че знам колко консервативна може да бъде медицинското тяло“. Според Мичъл, моргелозата често е погрешно диагностицирана като „измамно усещане за паразити“, и страдащите от болестта получават психиатрична помощ. Мичъл казва, че планира да напусне музикалната индустрия с цел да работи за известността на диагнозата. В същото интервю тя прави изявлението, че певецът и бард Боб Дилън, с когото тя е работила в близко сътрудничество в миналото, се преструва и плагиатства. Тази спорна забележка е широко подета от други медии. Мичъл не дава повече разяснение, но някои медийни източници спекулират, че това може да е обвинение в плагиатство по отношение на някои от текстовете на албума на Дилън от 2006 г. Modern Times. В интервю през 2003 г. с Жиан Гомеши е потърсено становището ѝ за коментара ѝ, в което тя отрича това твърдение, но същевременно споменава, че обвиненията в плагиатство за текстовете на Love and Theft от 2001 г. са в общия контекст на приливите и отливите на творческия процес, типичен за всички творци.

## Наследство

### Китарна работа
Макар някои от най-популярните песни на Мичъл да са написани за пиано, почти всяка песен, композирана с китара, си служи с отворено или нестандартно настройване; тя е написала песни за около 50 настройки, свирейки на това, което сама нарича „странните акорди на Джони“. Използването на различни настройки позволява на китаристите по-разнообразен и широкоспектърен стил. Нейната техника на свирене с дясната ръка еволюира от първоначалното майсторство в т.нар. picking, което е типично за песните ѝ за китара от първия ѝ албум, до по-освободен и ритмичен стил, в който понякога използва перкусионни удряния.
През 1995 г. приятелят на Мичъл, Фред Уалецки, който е собственик на Уестуд Мюзик в Лос Анджелис, развива разрешение на проблема ѝ с множеството настройки, в концертни условия. Уалецки изработва китара а ла Стратокастър, която да бъде алтернатива на Ролан Ве-Ге8 (Виртуална китара), която е система, способна да конфигурира настройките ѝ електронно. Самата китара си остава със същото настройване, но Ве-Ге8 закодира сигналите от т.нар. picking в цифрови сигнали, които след това се превеждат на изменените настройки. Това позволява на Мичъл да използва една китара на сцената, а някой техник извън сцената същевременно да въведе предварително програмираното настройване на всяка песен от колекцията.
Дългогодишният архивар на Мичъл, уседналият в Сан Франциско Джоъл Бърнстайн, пази подробен списък на всичките ѝ настройки, и ѝ помага за припомнянето на настройките за по-старите ѝ песни.
Мичъл има много иновации в хармониите си в ранния си период (1966 – 1972), като използва техники като модалност, хроматизъм и педални точки.
През 2003 г. Ролинг Стоун я обявява за 72-рия най-велик китарист за всички времена; тя е най-добре поставената жена в класацията.

### Влияние върху други творци
Работата на Мичъл оказва влияние на редица други творци. В това число могат да се прибавят Микаел Окерфелд от Opeth, Мерилиън и техният бивш вокалист и поет Фиш, Пол Карак и Тейлър Суифт. Освен това Мадона признава, че Мичъл е една от първите жени в музиката, които говорят на общ език с нея, докато е още тийнейджър: „Бях много, много афектирана от Джони Мичъл. Знаех всяка дума от Court and Spark и я боготворях, докато бях в гимназията. Blue е възхитителен. Трябва да заява, че от всички жени, които съм слушала, тя оказа най-големия ефект върху мен от лирична гледна точка.“
Голям брой музиканти имат успех при кавърирането на песни на Мичъл. Джуди Колинс с Both Sides Now от 1967 г. достига №8 на Билборд, като с тази песен и двете двете певици пробиват в бизнеса (записът на Мичъл не получава пазарна реализация за около 2 години, до появата му във втория ѝ албум Clouds). Това е песента с най-много кавъри, като са изброени 587 версии. Групата Хол също прави кавър на парчето в дебютния си албум, Pretty on the Inside, заменяйки заглавието с Clouds, като фронтменката Къртни Лав представя изменение в текста. Поп групата Neighborhood през 1970 г. и Ейми Грант през 1995 г. отбелязват попадения в класациите с кавъри на Big Yellow Taxi, която е втората най-често кавърирана песен, с общо 223 парчета. Едни от последните версии на песента са записани от Каунтинг Кроус през 2002 г. и Нена през 2007 г. Джанет Джаксън използва семпъл от припева на Big Yellow Taxi като акцент в хитовия Got 'Til It's Gone от 1997 г. В него участва и Кю Тип, в който казва „Джони Мичъл никога не лъже.“. Рапърите Кание Уест и Мак Дре също използват семпли от вокалите на певицата за собствените си песни. Ани Ленъкс прави кавър на Ladies of the Canyon за Б-страната на хита от 1995 г. No More I Love You's. Менди Мур кавърира Help Me през 2003 г. През 2004 г. певецът Джордж Майкъл прави кавър на нейната Edith and the Kingin за едно радиопредаване. River е една от най-популярните ѝ песни, кавърирани през последните години от творци като Даян Рийвс (1999), Джеймс Тейлър (запис за телевизия през 2000 г., и издание на компактдиск през 2004 г.), Алисън Крау (2004), Рейчъл Ямагата (2004), Ейми Ман (2005) и Сара Маклаклан (2006). Маклаклан записва и версия на Bue през 2006 г., а Кат Пауър записва кавър на Blue през 2008 г. Други кавъри на Мичъл са популярните Woodstock от Кросби, Стилс, Неш и Йънг и Матюс Садърн Комфърт, This Flight Tonight от Назарет, Woodstock от Ева Касиди, и A Case of You от Тори Еймъс, Мишел Бранч, Джейн Монхайт, Принс, Даяна Крол, Джеймс Блейк и Ана Маура. През 2009 г. се появява версия по случай 40-годишнината на Woodstock от Ник Верние Бенд, с участието на Иън Матюс (бивш член на Матюс Садърн Комфърт).
Версията на Принс на A Case of U се появява на A Tribute to Joni Mitchell, компилация от 2007 г. на Нонсъч Рекърдс, в която участват Бьорк (The Boho Dance), Каетану Велозу (Dreamland), Емилу Херис (The Magdalene Laundries), Суфян Стивънс (Free Man in Paris) и Касандра Уилсън (For the Roses) и други. Някои от записите са направени в края на 90-те, когато проект с името A Case of Joni получава развитие, но е изоставен. Сред имената на музикантите, които записват музика за първия почетен албум (т.нар. трибют албум), който остава неиздаден, са Джанет Джаксън, Стийли Дан и Шерил Кроу. Чака Хан записва Ladies Man от плочата Wild Things Run Fast през 2007 г., попадайки в компактдиска Funk This.
Съществуват още няколко песни, в които се прави препратка към Джони Мичъл. Песента Our House от Греъм Неш е от времето, когато двамата с Мичъл имат двегодишна връзка. Това се случва по време на записването на албума Déjà Vu от Кросби, Стилс, Неш и Йънг. Going to California е обект на спекулации, че е резултат от увлеченията на Робърт Плант и Джими Пейдж по Мичъл; това твърдение изглежда е породено от факта, че на концертни изяви Плант изпява Joni след To find a queen without a king, they say she plays guitar and cries and sings.. Джими Пейдж използва двойно пуснато настройване, подобно на настройването на Мичъл. Соник Ют пее Hey Joni в чест на Мичъл. Аланис Морисет също така споменава Мичъл в една от песните си, Your House. Британският фолклорен изпълнител Франк Търнър споменава Мичъл в песента си Sunshine State. Песента на Принс The Ballad of Dorothy Parker съдържа в текста си следното: 'Oh, my favorite song', she said – and it was Joni singing 'Help me I think I'm falling. В Lavender на Мерилиън също така влиянието се усеща от „ходенето в парковете и слушането на Джони Мичъл“, казва вокалиста и поет Фиш. Джон Мейър също така прави препратка към Мичъл и Blue в песента си Queen of California, част от Born and Raised (2012). В песента се казва: Joni wrote Blue in a house by the sea.
През 2003 г. драматургът Брайдън Макдоналд издава „Когато всички роби станат свободни“ (All the Slaves Are Free), музикално представление на базата на музиката на Мичъл.
Музиката и поезията на Мичъл дълбоко повлияват френския художник Жак Беноа. Между 1979 и 1989 г. Беноа прави 60 картини, отговарящи на около 50 от Мичъловите песни.
За да отбележи 70-годишнината от рождението на певицата, фестивалът Луминато в Торонто организира поредица от почетни концерти под надслов Joni: A Portrait in Song – A Birthday Happening Live at Massey Hall на 18 и 19 юни. Сред изпълнителите са Рафъс Уейнрайт, Хърби Хенкок, Есперанца Спалдинг и рядко самата Мичъл.

## Награди и отличия
Пре 1995 г. Мичъл получава Стогодишната награда на Билборд. През 1996 г. е наградена с Музикалната награда Полар. През 1997 г. е въведена в Залата на славата на рокендрола, но не отива на церемонията.
Носител е на 8 награди Грами (седем от тях в конкуренция, една почетна). Първата получава през 1969 г., а последната е от 2008 г. Получава награда Грами за „цялостни постижения в кариерата“ през 2002 г., като е определена като „една от най-важните жени в музикалната индустрия от рок ерата“ и „мощно влияние върху всички творци, които приемат разнообразието, въображението и честността.“
В чест на Мичъл телевизия ТНТ представя пълен със звезди празник в Хамърстийн Болрум в Ню Йорк на 6 април 2000 г. Сред многото изпълнители, които пеят нейни песни, се открояват Джеймс Тейлър, Елтън Джон, Уинона Джъд, Брайън Адамс, Синди Лопър, Даяна Крол и Ричард Томпсън (от Феърпорт Конвеншън). Самата Мичъл закрива вечерта с предаване на Both Sides Now, което извършва с пълен 70-членен оркестър. Тази версия е включена в саундтрака към филмовия хит Наистина любов.
Считайки я за национално богатство, родната страна на Мичъл -- Канада, я удостоява. Тя е въведена в Канадската зала на славата през 1981 г. и получава звезда на Канадската алея на славата през 2000 г. През 2002 г. тя става едва третия канадски певец и поет (след Гордън Лайтфут и Ленард Коен]]), който е удостоен със званието Носител на Ордена на Канада, което е най-висшето отличие за граждани на Канада. Тя получава почетен докторат по музика от университета „Макгил“ през 2004 г. През 2007 г. е удостоена с място в Канадската зала на славата на авторите на песни. През юни 2007 г. Пощата на Канада представя Мичъл с изображение на пощенска марка.
През ноември 2006 г. албумът Blue е вписан в класацията на списание Тайм като един от „100 Албума на всички времена“.
През 1999 г. Мичъл е поставена нод номер 5 в списъка на Ви-Ейч-Уан на „100-те Най-велики жени в рокендрола“. През 2010 г. Ви-Ейч-Уан я определя като 44-тия най-велик музикален творец на всички времена.
Във филма от 2010 г. Децата са добре за героинята Джони се предполага, че е наречена на Джони Мичъл, тъй като героинята Ник, майката на Джони, е обявила своето почитание към Мичъл.

### Награди Грами
| Година | Категория                                  | Работа                      | Резултат   |
| ------ | ------------------------------------------ | --------------------------- | ---------- |
| 1969   | Най-добро фолк изпълнение                  | Clouds                      | Наградена  |
| 1974   | Най-добър албум на годината                | Court and Spark             | Номинация  |
| 1974   | Запис на годината                          | „Help Me“                   | Номинация  |
| 1974   | Жена поп вокалист                          | Court and Spark             | Номинация  |
| 1974   | Най-добър аранжимент, акомпаниращ вокалист | „Down To You“               | Наградена  |
| 1976   | Жена поп вокалист                          | The Hissing of Summer Lawns | Номинация  |
| 1977   | Най-добър албумен пакет                    | Hejira                      | Номинация  |
| 1988   | Жена поп вокалист                          | Chalk Mark in a Rain Storm  | Номинация  |
| 1995   | Най-добър поп албум                        | Turbulent Indigo            | Наградена  |
| 1995   | Най-добър албумен пакет                    | Turbulent Indigo            | Наградена  |
| 2000   | Най-добро поп вокално изпълнение на жена   | Both Sides, Now             | Номинация  |
| 2000   | Най-добър традиционен поп вокален албум    | Both Sides, Now             | Наградена  |
| 2002   | Награда за цялостни постижения в кариерата | –                           | Наградена  |
| 2007   | Албум на годината                          | River: The Joni Letters     | Наградена* |
| 2007   | Най-добро поп инструментално изпълнение    | „One Week Last Summer“      | Наградена  |

- Макар официално издадено от Хърби Хенкок, Мичъл също получава Грами за вокалното си участие в албума.

## Дискография
Студийни албуми
- 1968: Song to a Seagull
- 1969: Clouds
- 1970: Ladies of the Canyon
- 1971: Blue
- 1972: For the Roses
- 1974: Court and Spark
- 1975: The Hissing of Summer Lawns
- 1976: Hejira
- 1977: Don Juan's Reckless Daughter
- 1979: Mingus
- 1982: Wild Things Run Fast
- 1985: Dog Eat Dog
- 1988: Chalk Mark in a Rain Storm
- 1991: Night Ride Home
- 1994: Turbulent Indigo
- 1998: Taming the Tiger
- 2000: Both Sides Now
- 2002: Travelogue
- 2007: Shine

Концертни албуми
- 1974: Miles of Aisles
- 1980: Shadows and Light

Компилации
- 1996: Hits
- 1996: Misses
- 2004: The Beginning of Survival
- 2004: Dreamland
- 2005: Songs of a Prairie Girl